# Церковь Святого Иоанна (Туг)
Церковь Святого Иоанна (арм. Սուրբ Հովհաննես եկեղեցի; церковь Сурб Ованес) — храм Армянской Апостольской церкви XVII века (по другим данным XIII века, XVIII века), расположенный в центре села Туг Ходжавендского района Азербайджана.

## История
Дата сооружения церкви неизвестна. Одна из настенных надписей говорит о том, что по приказу Агванского католикоса Петроса, церковь подверглась в 1736 году реставрации, которую осуществили архиепископ Гукас и Мелик Еган.
Как считает историк епископ Макар Бархударянц, церковь была возведена в XIII веке. Как и ряд других культовых сооружений Армении, построена она на месте древнего языческого капища. Об этом свидетельствуют останки прежнего сооружения, в частности виднеющаяся напротив придела чуть выше уровня пола массивная база толстой колонны.
Сотрудники госучреждения «Госслужба по охране исторической среды» министерства экономики Арцаха с марта 2017 года вели очистные и археологические работы на территории меликского дворца в селе Туг, в средневековом некрополе, который находится севернее церкви Св. Ованеса.
В советское время церковь выполняла функции местного Дома культуры. В 2018—2019 годах в церкви производилась реставрация.

## Устройство церкви
С площадки перед церковью видны разрушенные строения дворца мелика Егана, крыши домов и горы, окружающие село.
Рельеф местности, на которой построена церковь, наклонный. Западная стена строения наполовину сливается со скалой, в то время как восточная — полностью открыта. Единственный вход в церковь находится с южной стороны. Церковь обнесена каменной оградой, юго-восточный угол которой венчает круглая башня.
Церковь представляет собой базилику размером 13 на 22 метра. Имеет прямоугольную форму, свод которой поддерживается четырьмя пилонами. В кладке стен использованы как тесаные, так и полуотесанные блоки. Перекрытие церкви было реконструировано в 1736 году меликом Еганом, сыном вардапета Гукаса в память о нём.
В исторических летописях сохранилась информация о том, что к юго-западной стене церкви прилегала часовня, служившая усыпальницей меликов Дизака Еганянов. От часовни-усыпальницы и от притвора церкви сохранился только фундамент. Внутри церкви и её окрестностях сохранилось большое количество прекрасно обработанных и красиво орнаментированных надгробных плит.
Во время археологических раскопок выяснилось, что в церкви был и другой вход, который в советские годы был застроен камнем, затем покрыт цементно-песочной штукатуркой. После её снесения выяснилось, что вход был арочным. Северная стена церкви и двор были покрыты земляным валом. Уже завершена работа по очистке северного двора церкви и проведены его раскопки. Открылось более 20 надгробий, все, в основном, в хорошем состоянии, с видимыми орнаментами.

## Галерея

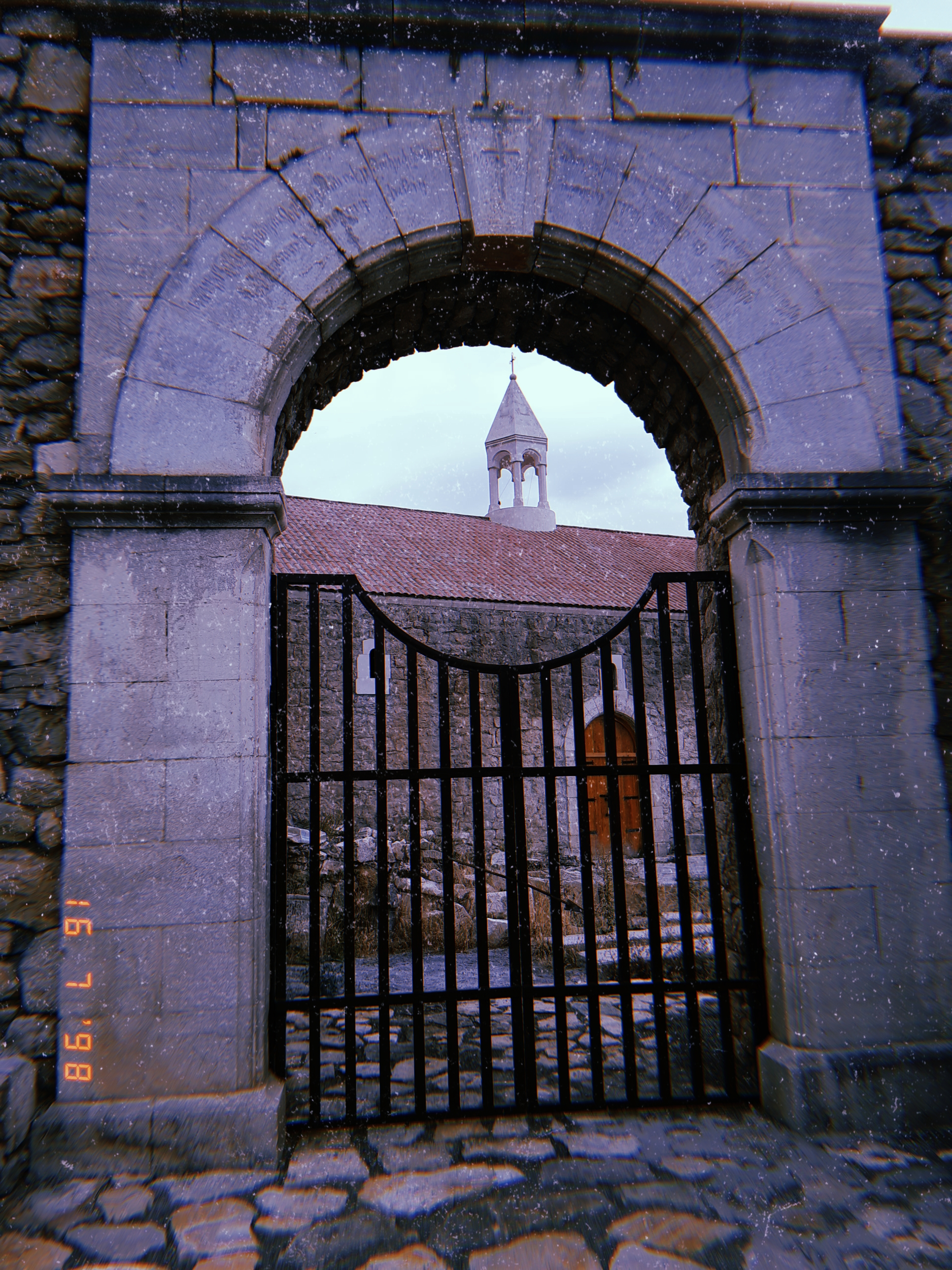
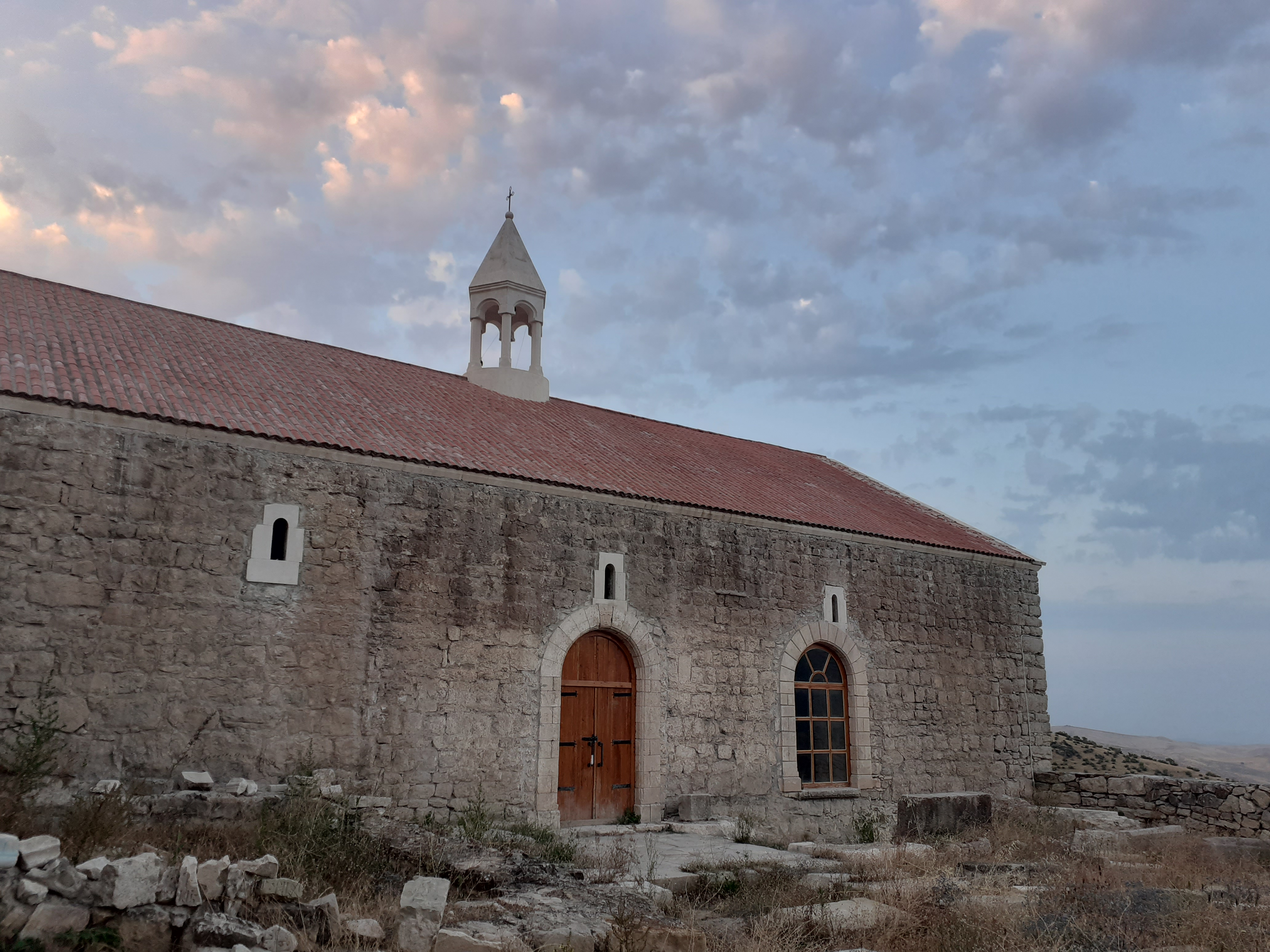
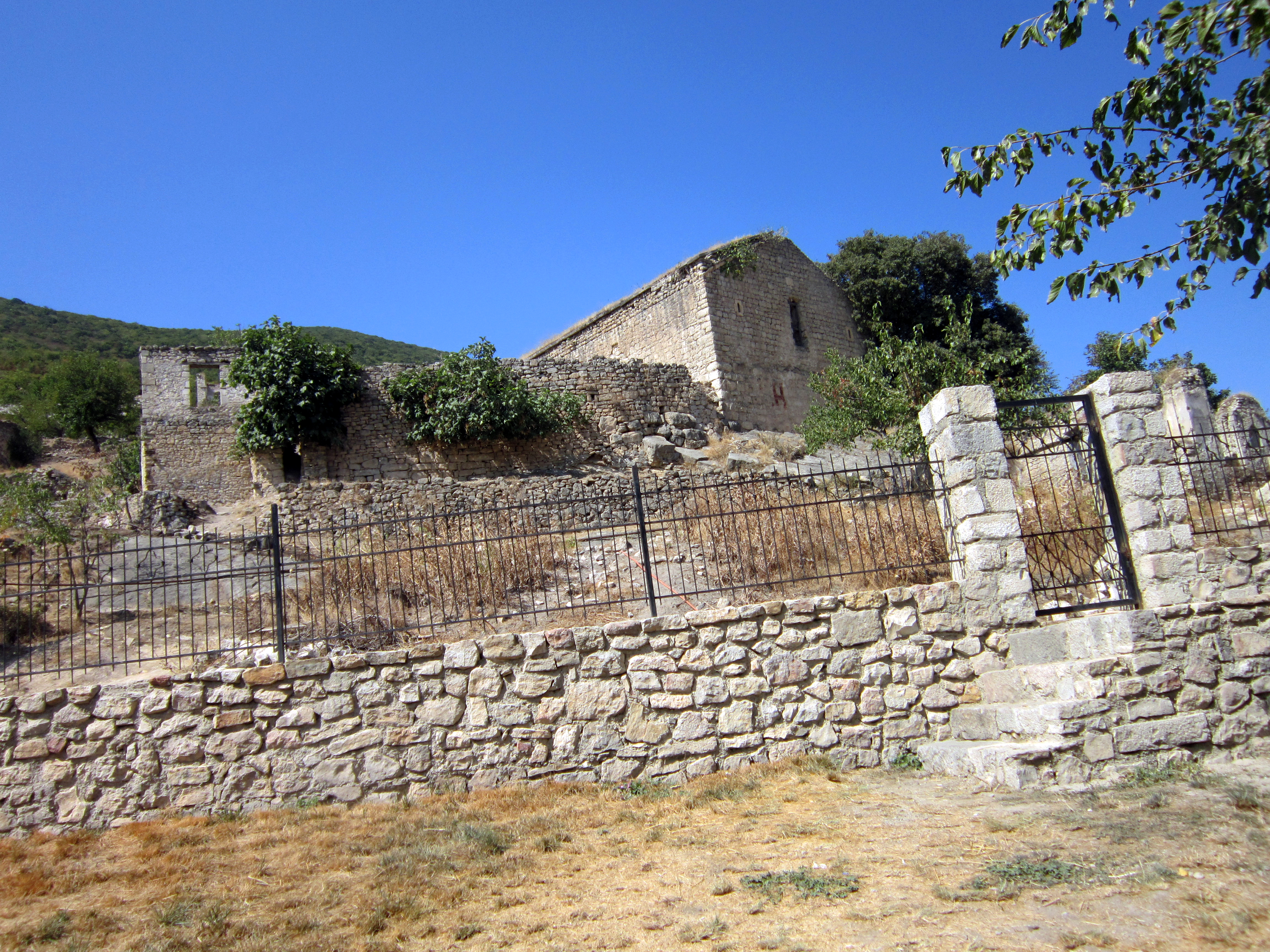
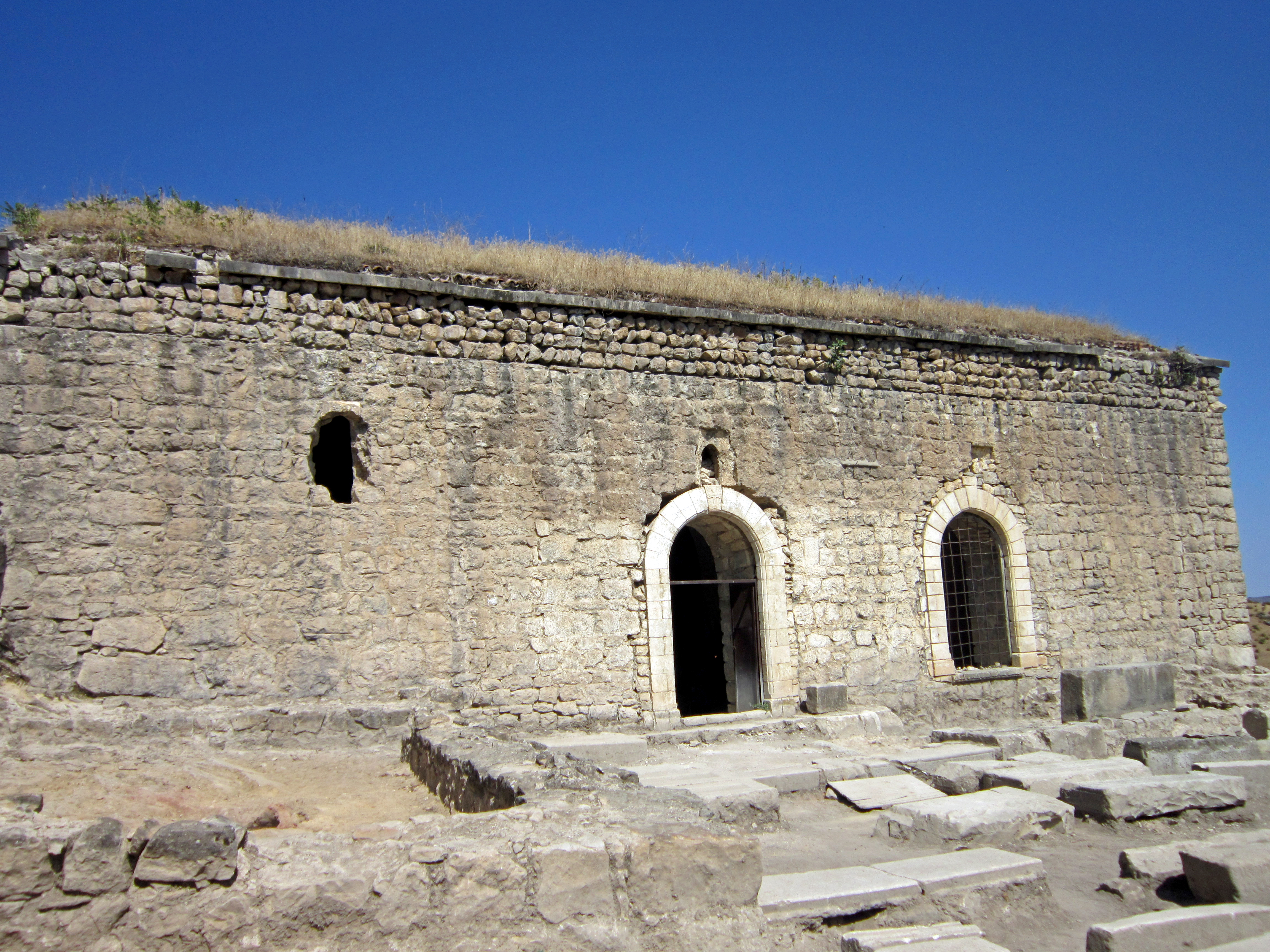
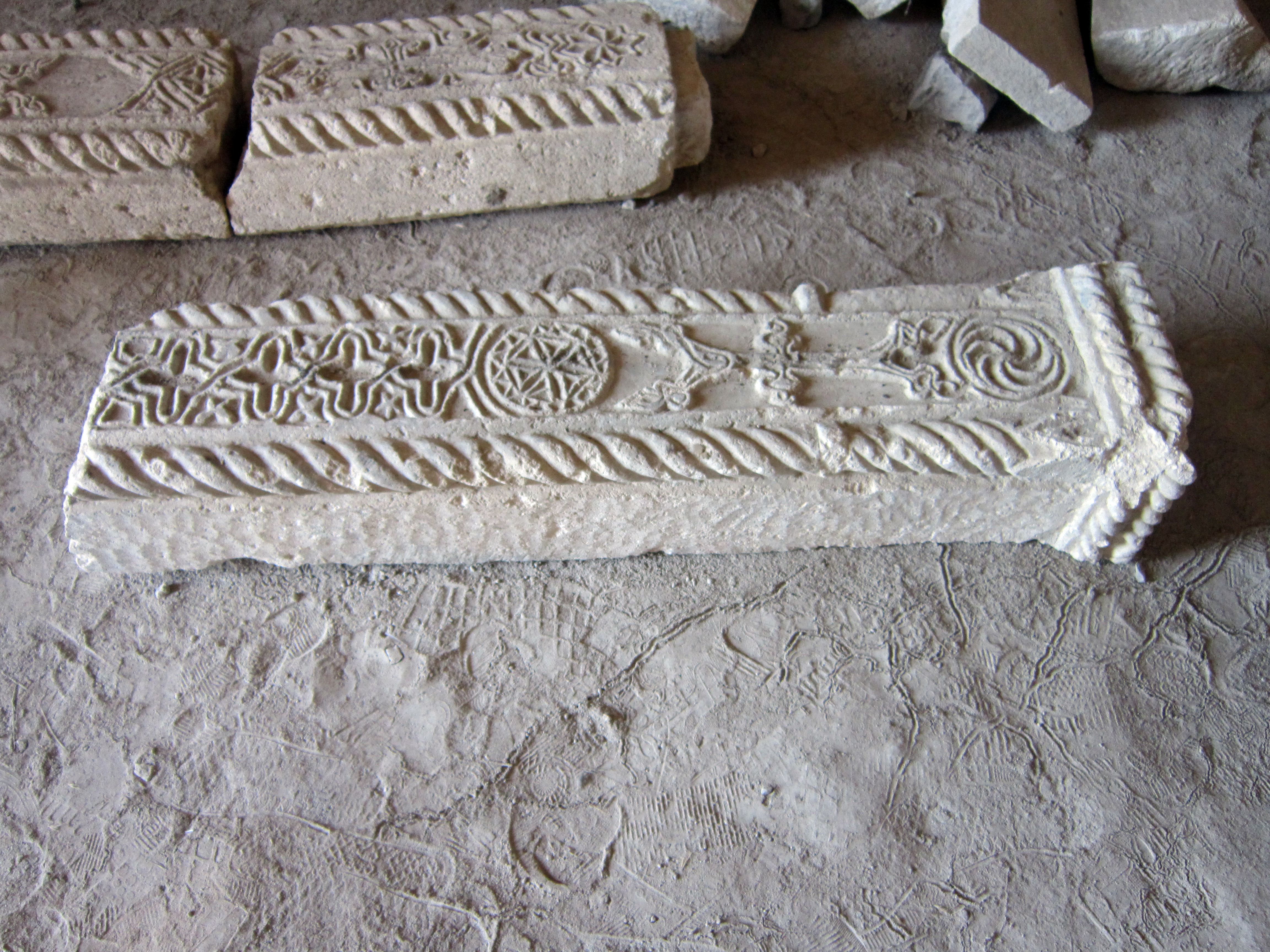
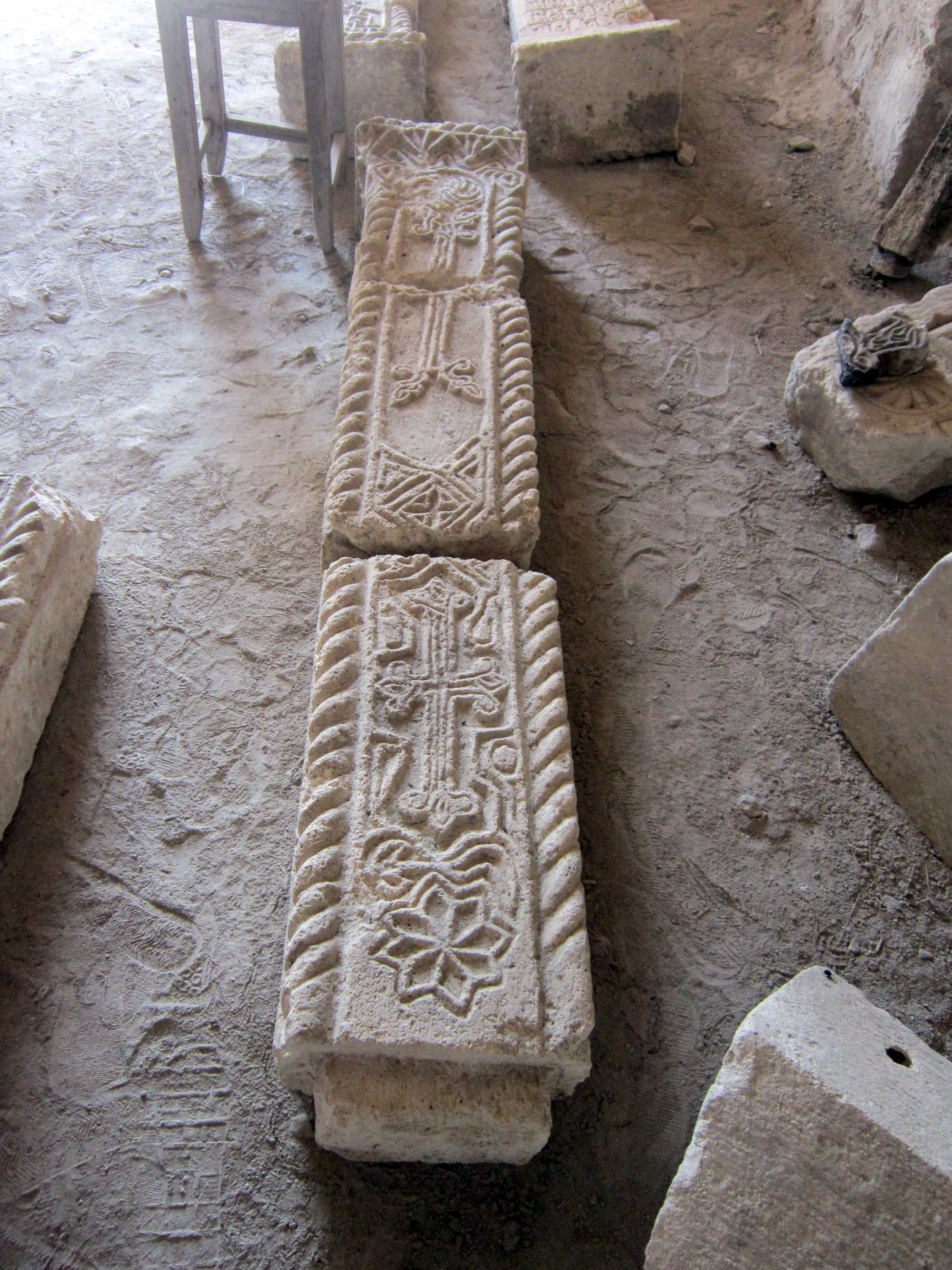
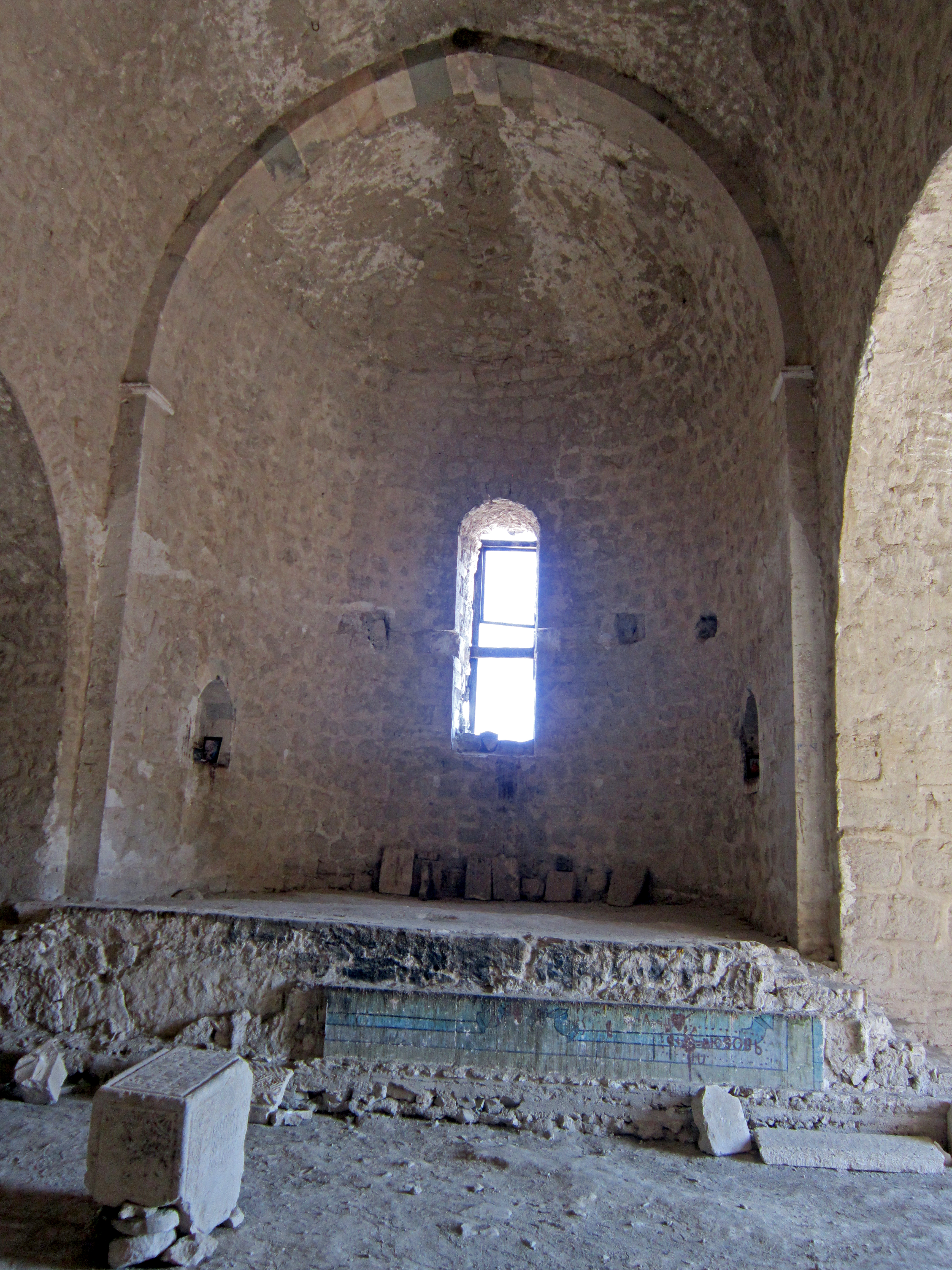
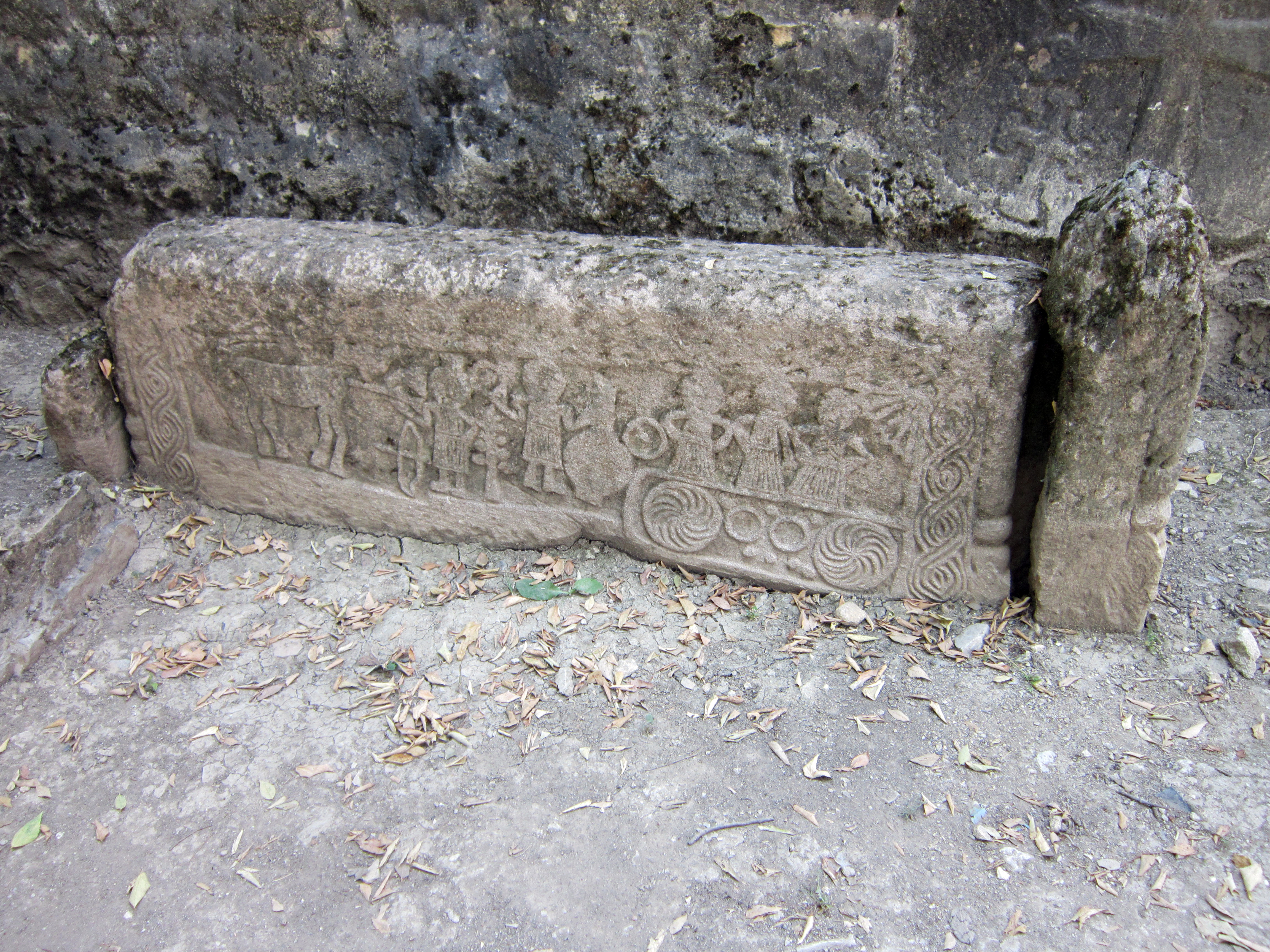
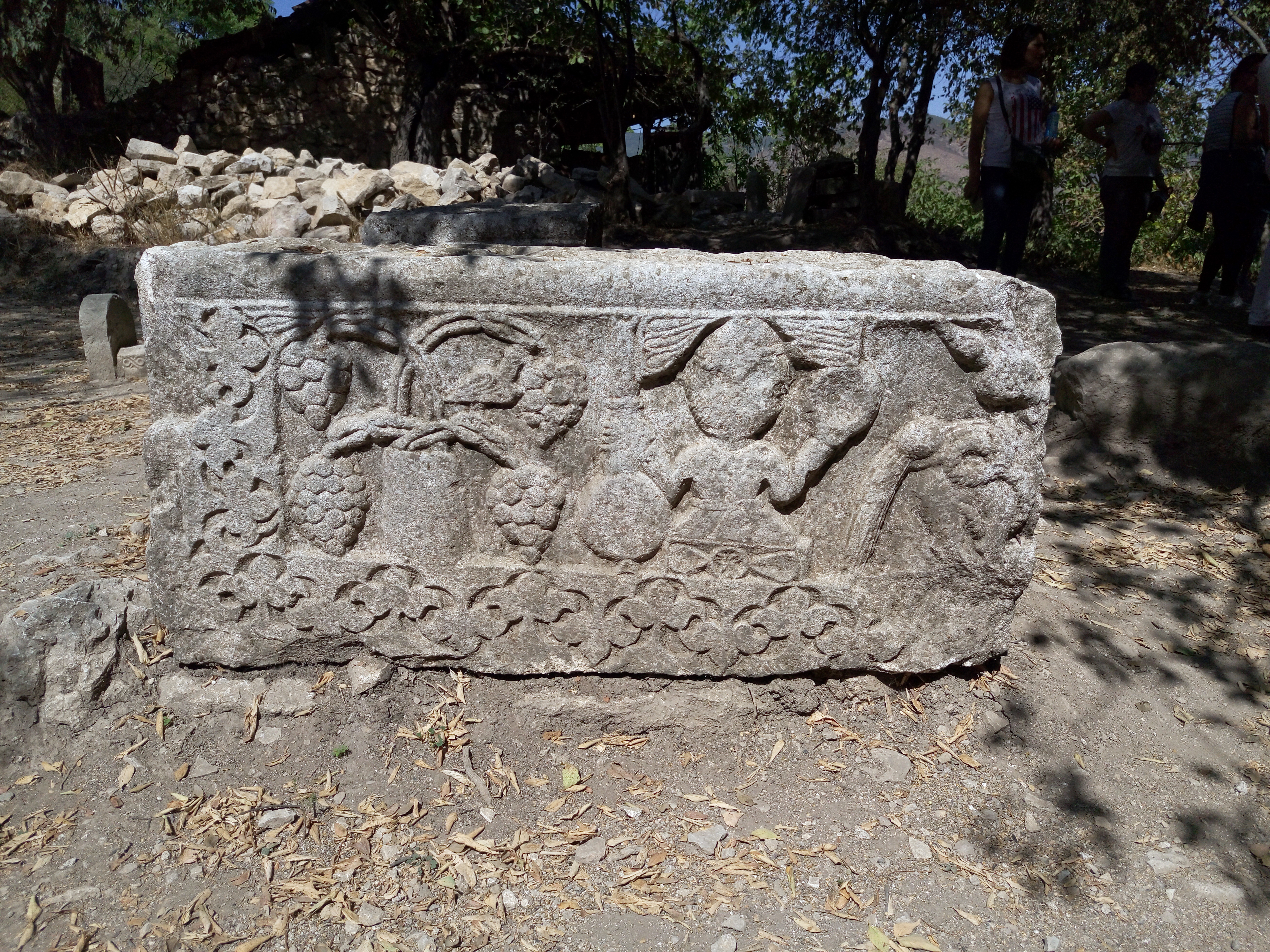
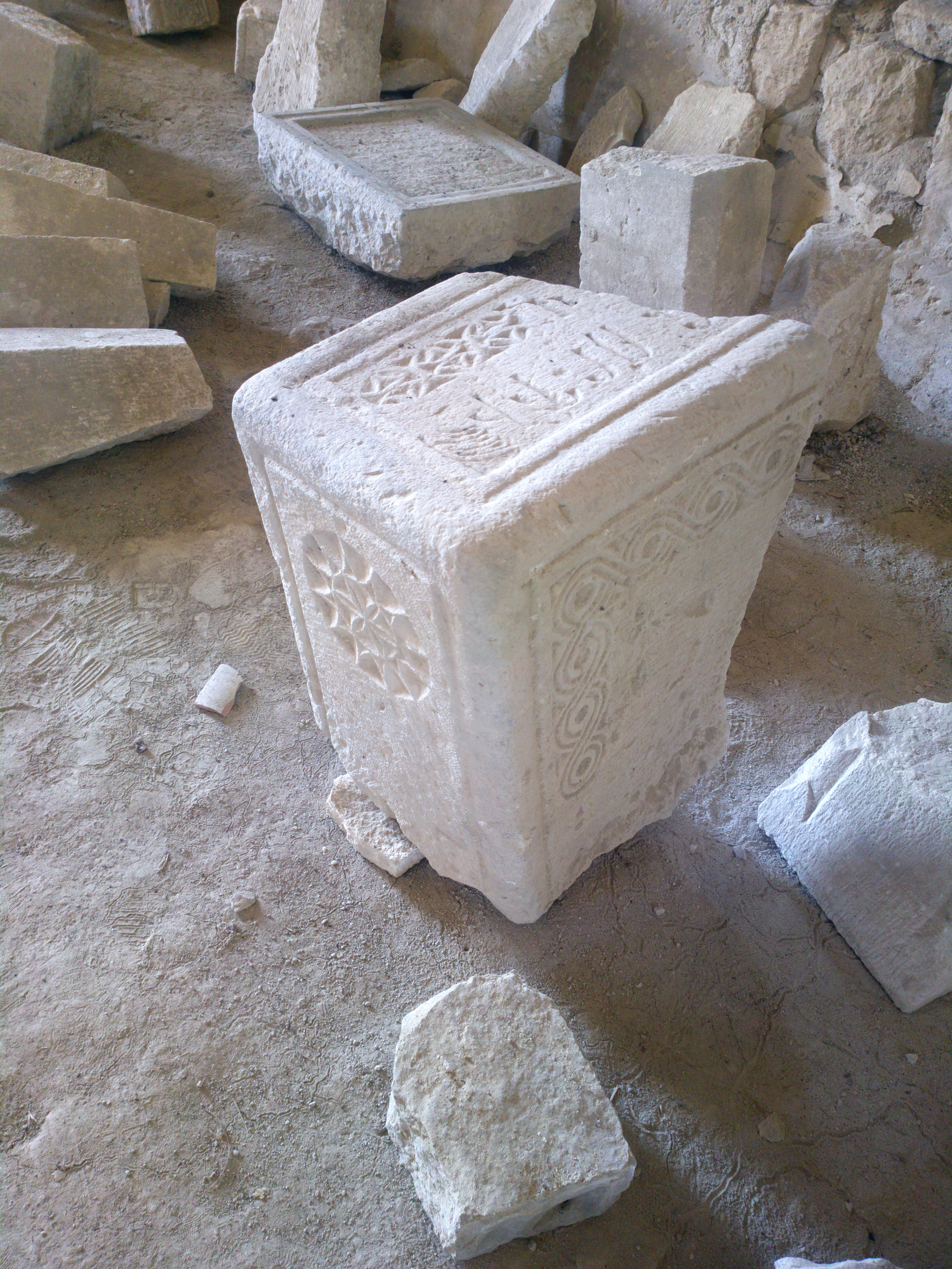
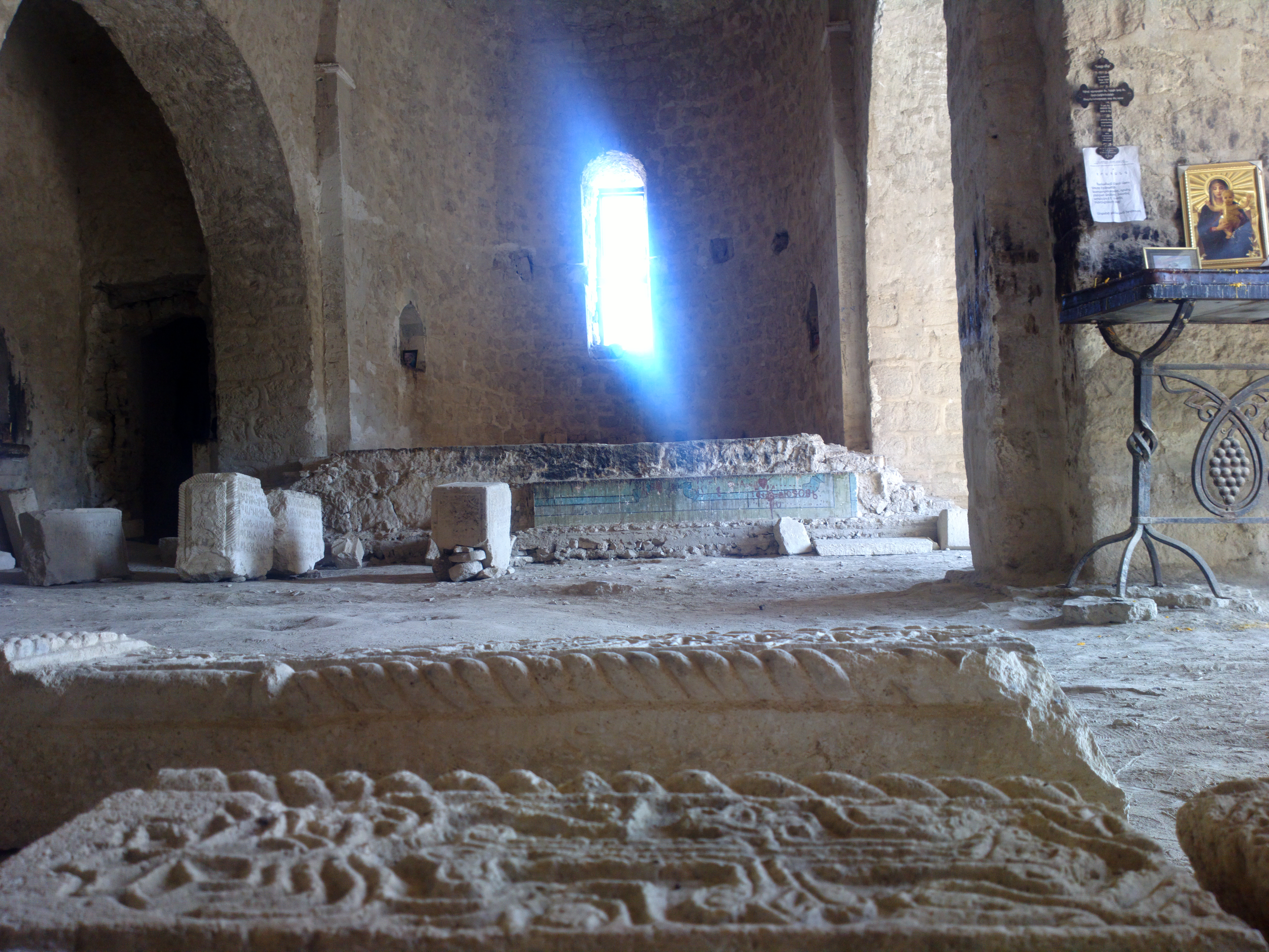